# Stadsfeestzaal (Mechelen)
De Stadsfeestzaal is een gebouw in de Belgische stad Mechelen uit 1885. De feestzaal is gesitueerd aan de Frederik de Merodestraat 28 op ongeveer 250 meter ten noordoosten van de Grote Markt nabij de Sint-Janskerk. Doorheen zijn geschiedenis was het een gymzaal en feestzaal. Sinds 2021 zijn de drie bioscoopzalen van Cinema Lumière en een bar in de feestzaal gecreëerd.

## Geschiedenis
In 1883 ontwierp stadsarchitect Victor Louckx een schoolin neoclassicistische stijl opgetrokken. Het complex van de school bestond uit een vleugel met klaslokalen achter een multifunctionele zaal. In 1885 kwam de school klaar. De feestzaal werd vanaf toen gebruikt als gymzaal van de school en als feestzaal door de stad Mechelen. In 1897 was deze dubbele functie niet meer werkbaar. Als er gebruik gemaakt werd van de zaal, moest de school dat goedkeuren en voor de sportactiviteiten was de zaal ook niet ideaal wegens het grote risico op beschadigingen.
Rond 1901 werd de zaal enkel nog als stadsfeestzaal gebruikt en was deze afgescheiden van de rest van het schoolgebouw. In de jaren 1930 werd er een nieuwe trap naar de balkons aangebracht en werd er een vestibule ingericht. In 2009 werd de stadsfeestzaal als bouwkundig erfgoed vastgesteld.
In 2011 werd de zaal gesloten wegens verwijdering van asbest en in 2013 werd de zaal te koop aangeboden. Het gebouw was toen echter in slechte staat wat in combinatie met strenge geluidsnormen kopers deed afschrikken. Om budgettaire redenen ging het stadsbestuur daarom op zoek naar een externe partner. Deze partner werd gevonden in Lumière. In 2015 kwamen Stad Mechelen en Lumière overeen om de stadsfeestzaal na grondige verbouwing in concessie te geven voor de uitbating van een kleinschalige stadsbioscoop. 
Het project werd uitgewerkt door een associatie van Architectuuratelier Dertien12, DG architecten en Nachtraven. Aangezien het gebouw niet kan voldoen aan de strenge akoestische normen (geluidshinder naar de omgeving), werd in het gebouw een doos geplaatst. In de box bevinden zich drie gestapelde filmzalen, een zaal met zitplaatsen voor 95 personen, de twee andere cinemazalen met 76 zitplaatsen. De architectuur van de stadsfeestzaal blijft aanwezig als historisch waardevol kader (de inkomhal, de bühne, ...) en biedt een meerwaarde voor Lux28, de horeca in het gebouw. 
De heropening van de stadsfeestzaal met het cinemacomplex en de horeca ging door in het najaar van 2021 onder de naam Cinema Lumière – Mechelen en Lux28. De herinrichting van de oude stadsfeestzaal was een van de drie laureaten voor de onroerend erfgoedprijs 2022.